# 安間川
安間川（あんまがわ）は、静岡県浜松市を流れる天竜川水系の一級河川。

## 地理
静岡県浜松市中央区豊町付近に源を発し南流。天竜川に河口から4kmほどの位置にある浜松市中央区東町付近で天竜川に合流する。全長約11.5km。
上流域は、以前は農業用水として利用されていたこともあり、コンクリート水路の状態で自然が少ない。下流域は逆に、木がうっそうと茂って希少種の生息もみられるような自然豊かな場所もある。
東区下飯田町にある飯田公園より下流は、以前の天竜川西派川の跡地を流れている。
一級河川でありながら河川周辺の整備が遅れており、中流域では現在もしばしば浸水の被害がある。2008年度（平成20年度）には地域住民らを加わった河川整備の取り組みが国土交通省の手づくり郷土賞を受賞した。

## 主な橋梁
- 万斛橋（静岡県道65号浜松環状線）
- 市野橋（静岡県道45号天竜浜松線）
- 新安間橋（国道1号）
- 安間橋（静岡県道312号中野子安線）